# جامعة يوحنا بولس الثاني الكاثوليكية في لوبلين
جامعة يوحنا بولس الثاني الكاثوليكية في لوبلين (بالإنجليزية: John Paul II Catholic University of Lublin)،(بالبولندية: Katolicki Uniwersytet Lubelski Jana Pawła II)‏،(باللاتينية: Universitas Catholica Lublinensis Ioannis Pauli II)‏، تأسست عام 1918. إنها الكلية الخاصة الوحيدة في بولندا التي تتمتع بمكانة جامعة.

## تاريخ
أسس الأب إيدزي رادزيسكي الجامعة عام 1918. سمح فلاديمير لينين للكاهن بأخذ مكتبة ومعدات أكاديمية سانت بطرسبرغ الرومانية الكاثوليكية اللاهوتية إلى بولندا لإطلاق الجامعة في الوقت الذي استعادت فيه بولندا استقلالها.
كان الهدف من الجامعة أن تكون مكانًا حديثًا للتعليم العالي يقوم بإجراء البحوث بروح الانسجام بين العلم والإيمان. سعت الجامعة إلى إنتاج مثقفين كاثوليكيين جدد يلعبون دورًا رائدًا في.
زاد عدد الطلاب من 399 في 1918-1919 إلى 1440 في 1937-1938.[بحاجة لمصدر] توقف هذا النمو بسبب اندلاع الحرب العالمية الثانية واحتلال ألمانيا النازية لبولندا. من بين جميع الجامعات الموجودة في الأراضي التي تحتلها ألمانيا، كانت جامعة لوبلين هي الجامعة الوحيدة التي استأنفت العمل في أكتوبر 1939. في 23 نوفمبر 1939، أعدم النازيون عددًا من الأكاديميين، من بينهم الأستاذان ميخائو نيشاو وتشيسلاو مارتينياك.
وصدرت أوامر بإغلاق الجامعة وتحويل مبانيها إلى مستشفى عسكري. ومع ذلك، استمرت الجامعة في أنشطتها التعليمية في الخفاء. بعد غزو الجيش الأحمر لوبلين في يوليو 1944، أعيد افتتاح الجامعة في 21 أغسطس 1944.[بحاجة لمصدر]
منذ ذلك الحين تعمل الجامعة دون انقطاع. ظلت الجامعة مفتوحة خلال السنوات التي كانت فيها بولندا تحت السيطرة الشيوعية بين عامي 1944 و 1989، على الرغم من أن بعض كلياتها لم تفعل ذلك. تم إغلاق كليات القانون والعلوم الاجتماعية والتربية بين عامي 1953 و 1956. كانت الجامعة الكاثوليكية المستقلة الوحيدة الموجودة في الكتلة السوفيتية بأكملها. بالنظر إلى إصرار الحكومات الشيوعية على احتكار السيطرة الكاملة على المؤسسات التعليمية، كان الحفاظ على استقلالها إنجازًا عظيمًا.
غالبًا ما تعرضت الجامعة لمضايقات مختلفة من قبل السلطات الشيوعية، خاصة في الخمسينيات والستينيات. كانت هيئة التدريس بالجامعة تحت المراقبة المتكررة من قبل الشرطة السرية. دوريا حرمت الدولة بعض الكليات من حق منح الشهادات العليا. كانت فرص العمل لخريجيها محدودة.
على الرغم من الصعوبات، تم الحفاظ على استقلالية الجامعة ولم تتبنى العقائد الماركسية التي تدرس في جميع جامعات الدولة الأخرى. كانت بمثابة ملاذ للطلاب الذين طردوا من الجامعات الحكومية لأسباب سياسية.
بعد سقوط الشيوعية في بولندا في عام 1989، ازدهرت الجامعة، حيث ضاعفت عدد طلابها أربع مرات ووسعت حرمها الجامعي بشكل كبير. في عام 2010 تورطت الجامعة في فضيحة تتعلق بمنح شهادات الدكتوراه من قبل الأقسام التي لم يسمح لها بمنحها، بسبب عدم وجود عدد كافٍ من أعضاء هيئة التدريس.

## دراسات سلتيك

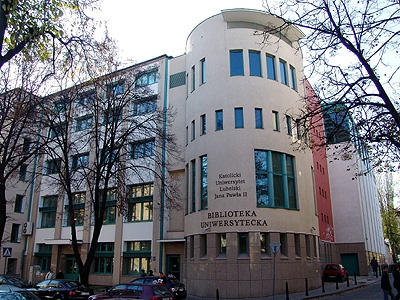
مكتبة الجامعة

يقدم معهد دراسات اللغة الإنجليزية في جامعة يوحنا بولس الثاني الكاثوليكية في لوبلين دورات مرتبطة بالثقافات واللغات السلتية كجزء من دورات البكالوريوس والماجستير في قسم الدراسات السلتية. تأسس القسم عام 1989.
يمكن لطالب الدراسات السلتية الاختيار بين دورات في اللغة الإنجليزية القديمة، والتاريخ والثقافة السلتية، واللغويات السلتية، والآداب الأيرلندية والويلزية. يمكن لطلاب البكالوريوس اختيار تعلم اللغة الأيرلندية والويلزية. هناك أيضًا أيام سلتيك تحدث منذ عام 2004. يتألف الحدث من جزأين هما الجزء الأكاديمي (محاضرات، عروض تقديمية، ورش عمل لغوية)، وجزء فني (ورش رقص، حفلات موسيقية).

## الترتيب
حققت الجامعة تقدمًا ثابتًا في تصنيفات الجامعات. في عام 2011، احتلت المرتبة الثامنة بين جميع الجامعات البولندية. في عام 2011 أيضًا، صنفتها مجلة فبروست (بالبولندية: Wprost) من ضمن الجامعات الإنسانية المؤثرة. وقبل ذلك بعام 2006، صنفت نيوزويك بولسكا الجامعة في المرتبة 54  بين جميع الجامعات البولندية.
في ديسمبر 2011، احتل برنامج الفلسفة بالجامعة المرتبة الأولى في بولندا من قبل وكالة الاعتماد البولندية، وتميز مرتين، حيث تلقى إجمالي 9 ملايين زلوتي بولندي في المنح في ذلك العام نتيجة لذلك.

## الخريجين والأساتذة البارزين
- البابا يوحنا بولس الثاني (كارول فويتيلا)، أشهر شخص مرتبط بالجامعة. حصل فويتيلا على الليسانس في اللاهوت في يوليو 1947، ودافع بنجاح عن أطروحة الدكتوراه بعنوان «عقيدة الايمان» في الفلسفة في 19 يونيو 1948 بالجامعة البابوية القديس توماس الأكويني، في روما.[9] وعلى الرغم من الموافقة على عمل الدكتوراه بالإجماع في يونيو 1948، فقد حُرم من الدرجة لأنه لم يكن قادرًا على طباعة نص أطروحته. في ديسمبر من ذلك العام، تمت الموافقة على نص منقح لأطروحته من قبل هيئة التدريس اللاهوتية في جامعة جاجيلونيان في كراكوف، وتم منح فويتيلا الدرجة. أصبح مدرسًا للفلسفة بدوام جزئي في جامعة جون بول الكاثوليكية في لوبلين بدءًا من عام 1954، حيث شارك وقته بين التدريس في لوبلين والقيام بعمله الرعوي في كراكوف. بعد أن أصبح رئيس أساقفة كراكوف في عام 1963 وكاردينال في عام 1967، حدت واجباته من الوقت الذي كان قادرًا على قضاؤه للتدريس في لوبلين، وغالبًا ما كان طلابه يتنقلون إلى محاضراته في كراكوف. واستمر ارتباطه بالجامعة حتى انتخابه بابا عام 1978. تم نشر جميع أعماله الفلسفية في لوبلين.
- أندريه زوستيك، كاهن من رتبة ماريان كان تلميذًا للبابا المستقبلي.[10] بقي أستاذاً حتى عام 2020 وشغل منصب رئيس الجامعة بين عامي 1998 و 2004.[10]
- ستيفان فيشيسكي، رئيس الكاردينال البولندي.
- خادم الله ياسيك ورونيكي (1878-1949)، عالم لاهوت وفيلسوف ومحاضر دومينيكاني في جامعة لوبلين في علم اللاهوت الأخلاقي، ورئيس الجامعة (1922-1924).
- ميشائيلر، كاهن وأكاديمي وفيلسوف، مُنح جائزة تمبلتون في عام 2008.
- جوزيف جيتسينسكي  [لغات أخرى]‏، كاهن، رئيس أساقفة الروم الكاثوليك، أكاديمي.
- إدوارد ستاتشورا، شاعر وكاتب.
- يانوش كروبسكي، مؤرخ.
- يانوش باليكوت، سياسي وناشط ورجل أعمال.
- فويتشخ سيميون، ممثل مسرحي وفيلم.
- بياتا مازورك، سياسية ونائبة مارشال في مجلس النواب.
- جوزيف مليك، كاهن، عالم في الكتاب المقدس.
- جيرزي بوبيوسكا، قس بولندي كاثوليكي بولندي أصبح مرتبطًا بنقابة التضامن العمالية المعارضة في بولندا الشيوعية . تم الاعتراف به كشهيد من قبل الكنيسة الرومانية الكاثوليكية، وتم تطويبه في 6 يونيو 2010.
- جيرزي كوتشوفسكي، أحد أعظم المؤرخين البولنديين في القرن العشرين.
- بوجدان بوروسفيتش، سياسي، سناتور، منشق شيوعي، مشير مجلس الشيوخ.
- كازيميرز نيتش، كاهن، كاردينال الروم الكاثوليك، رئيس أساقفة وارسو.

## روابط خارجية
- صفحة الويب الإنجليزية للجامعة الكاثوليكية في لوبلين.